# Jean-Jacques Liabeuf
Pour les articles homonymes, voir Liabeuf.
Jean-Jacques Liabeuf, né le 11 janvier 1886 à Saint-Étienne et guillotiné le 1er juillet 1910 dans le 14e arrondissement de Paris, est un anarchiste français.
Cordonnier condamné à tort pour proxénétisme, il se vengera de cette injustice en tuant et blessant des policiers. Une « fièvre liabouviste » s’empare alors de la capitale, les anarchistes et une frange du mouvement social voyant dans sa condamnation à mort un crime politique.

## Biographie
Jean-Jacques Liabeuf naît à Saint-Étienne de l'union d'André Louis Liabeuf et de Marie Vignal. Son père meurt alors qu'il n'a que 4 ans, sa mère est donc obligée de l'élever seule, avec son frère. Il est placé comme apprenti chez un armurier dès sa quatorzième année, il n'y reste que six mois, puis entame une formation de cordonnier. À Saint-Étienne, il commet quelques chapardages pendant sa jeunesse, ce qui lui vaut plusieurs condamnations : le 26 février 1907, il est notamment emprisonné quatre mois pour vol. Le 7 juin de la même année, pour vol de plomb, il est de nouveau condamné à trois mois et un jour. Une dernière peine l'envoie encore derrière les barreaux tout en lui interdisant le séjour à Saint-Étienne pendant cinq ans. À sa sortie, il est envoyé dans les bataillons d'Afrique.[réf. nécessaire]
Son service militaire terminé, il vient vivre à Paris où il devient ouvrier cordonnier, et rencontre Alexandrine Pigeon dont il tombe amoureux : une prostituée sous la coupe du proxénète Gaston qui est également un indicateur de la police. En compagnie de la fille Pigeon, il est arrêté le 31 juillet 1909 par les deux agents de la police des mœurs Maugras et Vors qui le soupçonnent d'exercice de proxénétisme. Le 14 août, il est jugé sans que son défenseur ne soit présent (il déjeunait en ville et s'était fait excuser par tube pneumatique) et il est condamné à trois mois de prison, 100 francs d'amende et cinq ans d'interdiction de séjour pour « vagabondage spécial » (proxénétisme). À l'expiration de sa peine il ne quitte pas Paris, comme cela lui est imposé. Arrêté une nouvelle fois par la police pour non-respect de cette peine, il est condamné le 16 novembre 1909 à un mois de prison. 

### Libération, et nouveau crime

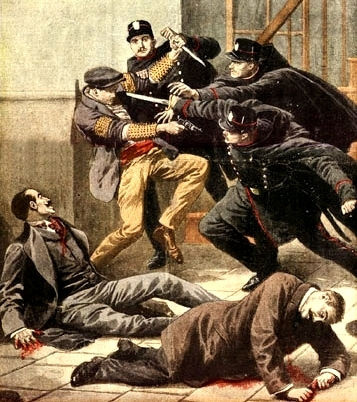
Arrestation de Jean-Jacques Liabeuf le 8 janvier 1910.

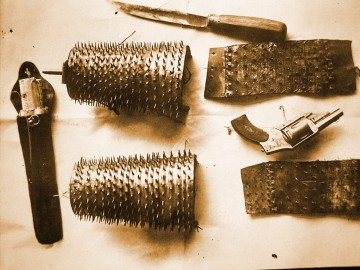
Le revolver, les tranchets de cordonnier et les brassards hérissés de pointes.

À sa libération, s'estimant victime d'une injustice, Liabeuf décide de se venger sur des agents de police.  
Samedi 8 janvier 1910, Liabeuf, revêtu d'une étrange armure (bras et avant-bras garnis de quatre brassards de cuir, hérissés d'une multitude de clous de sa fabrication, armes inspirées par des lectures de faits divers anglais) masquée par sa cape, entame une tournée des bars dans le quartier des Halles de Paris. Il est de plus armé d'un revolver et de deux tranchets de cordonnier. Il est à la recherche de policiers dans le quartier Saint-Merri non loin des Halles. Le 9 janvier, vers 8 h du matin, à la sortie d'un troquet de la rue Aubry-le-Boucher, il est appréhendé par une patrouille de police pour infraction à un arrêté d'interdiction de séjour. Il tue le gardien de la paix Célestin Deray à coups de tranchet et de balles de revolver, et en blesse un autre grièvement à la gorge. Quatre autres gardiens de la paix écopent de blessures superficielles. Lui-même atteint d'un coup de sabre par l'agent Février. Son transfert à l'hôpital de l'Hôtel-Dieu est difficile, entre les gens qui veulent le lyncher et ceux qui veulent profiter des blessures des agents de la brigade des mœurs pour les frapper.
Alors que la presse unanime dénonce cet acte criminel, le socialiste insurrectionnel et antimilitariste Gustave Hervé rompt l'unité et provoque le scandale en prenant sa défense dans le journal La Guerre sociale. Son article « L'exemple de l'apache » fait scandale, notamment pour sa phrase : « je trouve que dans ce siècle d'aveulis et d'avachis [Liabeuf] a donné une belle leçon d'énergie et de courage à la foule des honnêtes gens ; à nous-mêmes, révolutionnaires, il a donné un bel exemple ». Ce texte vaut à son auteur d'être condamné le 23 février, au terme d'un procès tumultueux, à 4 ans de prison et 1 000 francs d'amende. Initiée par les socialistes révolutionnaires de la Guerre Sociale, l'agitation provoquée par cet article et le procès de Gustave Hervé gagne toute la gauche et les anarchistes. « Dès lors, dans un climat social très tendu, les journaux entrent en campagne. Les uns, via un discours sécuritaire toujours d'actualité, militent pour régler par la mort le sort de ce vulgaire apache, renforcer les effectifs de police et mettre un terme au laxisme de la Justice. Et dans la foulée, sanctionner les fauteurs de troubles que sont les grévistes et autres esprits en révolte. Pour d'autres feuilles, Liabeuf est avant tout victime d'une injustice ». Ce simple fait divers défraie ainsi la chronique de la Belle Époque et enflamme le monde ouvrier. Un siècle plus tard, en 2011, le journaliste Frédéric Lavignette dénomme cette campagne l'« affaire Dreyfus des ouvriers ».

### Condamnation, exécution
« On peut virer ton blaze et dégommer ta dèche. Ton casier judiciaire aura toujours en flèche. Liabeuf qui fit risette un matin à Deibler »

— Poème en argot de Robert Desnos paru dans le recueil À la caille (1940)
Cette mobilisation des partisans de Liabeuf (les liabouvistes, comme on les appelle) ne l'empêche pas d'être condamné à mort le 4 mai. Son exécution, le 1er juillet 1910, boulevard Arago, au pied d'un des murs de la prison de la Santé, fait l'objet d'une énorme manifestation. La demande de grâce auprès du président de la République Armand Fallières, relayée par la presse de gauche et de nombreux intellectuels, est rejetée. Son exécution dans la nuit du 30 juin au 1er juillet se déroule dans un climat d'insurrection (manifestation de 10 000 personnes, avec des affrontements entre 800 policiers et les défenseurs de Liabeuf, et une armée qui se tient en réserve). Sont présents notamment Jean Jaurès, Pablo Picasso, Lénine. De nombreux émeutiers sont blessés, beaucoup sont interpellés et jugés les jours suivants pour cris séditieux ou atteinte aux forces de l'ordre, tandis qu'un anarchiste tue un inspecteur de la Sûreté en tentant d'enlever le condamné, ce qui provoque les applaudissements de la foule et incite le préfet Lépine à faire charger la Garde républicaine, sabre au clair,. Jusque sous le couperet de la guillotine actionnée par le bourreau Anatole Deibler, le condamné ne cesse de clamer qu'il n'a jamais été un souteneur, mais il n'a jamais contesté avoir tué un policier et grièvement blessé un autre.

## Célestin Deray
Né en décembre 1861 à Gouhelans (Doubs), Célestin Deray sert dix ans dans l'armée avant d'être nommé gardien de la paix à la préfecture de police de Paris le 16 octobre 1893 et affecté au 4e arrondissement de la capitale. 
Il était marié et père de deux enfants. Cité à l'ordre de la Nation, son nom figure sur le monument aux morts de la Cour du 19 Août.
Célestin Deray a été inhumé trois jours après sa mort au cimetière du Montparnasse (27e division).